# CORDIS
CORDIS (Community Research and Development Information Service, en català Servei d'informació per a la comunitat de recerca i desenvolupament), és un espai d'informació dedicat a les activitats europees de recerca i desenvolupament (R + D).
Els principals objectius de CORDIS són els següents:
- Facilitar la participació en les activitats comunitàries en l'àmbit de la recerca;
- Millorar la utilització dels resultats en matèria d'investigació prestant especial atenció als principals sectors que permeten la competitivitat d'Europa;
- Promoure la difusió del coneixement per tal d'estimular el rendiment de les empreses en matèria d'innovació, sobretot a través de la publicació de resultats d'investigació obtinguts en els successius programes marc finançats per la Unió Europea, així com l'acceptació social de les noves tecnologies.

CORDIS constitueix la font d'informació oficial de la publicació de totes les convocatòries de propostes del Setè Programa Marc d'Investigació i Desenvolupament Tecnològic (7PM)
CORDIS és un servei gestionat per l'Oficina de Publicacions de la Unió Europea.